# ヴァンラーレ八戸
ヴァンラーレ八戸FC（ヴァンラーレはちのへエフシー、伊: Vanraure Hachinohe Football Club、ヴァンラーレ八戸フットボールクラブ）は、青森県八戸市、十和田市、五戸町、三戸町、階上町、田子町、南部町、おいらせ町、新郷村、三沢市、七戸町、六戸町、東北町、横浜町、野辺地町、六ヶ所村をホームタウンとする、日本プロサッカーリーグ（Jリーグ）に加盟するプロサッカークラブ。
呼称はヴァンラーレ八戸（ヴァンラーレはちのへ）。

## 概要
ヴァンラーレ (Vanraure) は、イタリア語で「南の郷」を意味するアウストラーレ (Australe) と「起源」を意味するデリヴァンテ (Derivante) を組み合わせた造語であり、「ヴァンラーレ八戸」には「チームの起源は八戸と南郷（旧三戸郡南郷村、現在の八戸市南郷）」という意味が込められている。
エンブレムは八戸と南郷の特産物であるイカとその足を南郷のそばに見立ててボールをキャッチした姿をモチーフとしたもので、背景は八戸の海・青、南郷の緑をあしらう。2014年1月に将来のJリーグ入りを念頭に、運営法人として株式会社ヴァンラーレ八戸が設立された。株式会社設立後も、下部組織は引き続きNPO法人クローバーズ・ネットが運営する。マスコットは、JFL参入の2014年に制定された「ヴァン太」。
ホームタウンは、2013年にJリーグ準加盟クラブとして承認された際は八戸市、当初ホームゲームを行っていた五戸町およびホームスタジアムを置く予定のあった十和田市の2市1町だった が、2015年8月に三戸町、田子町、階上町、南部町、新郷村、おいらせ町が、2017年9月に上北地域の三沢市および上北郡の5町1村がそれぞれ追加、下北地方を除く南部地方（県南地方・三八上北）全域の3市11町2村に拡大している。

## 歴史

### 2006年 - 2012年（東北2部）
2006年4月、八戸工業サッカークラブ（八戸工業SC）と南郷FCが統合、旧・八戸工業SCをトップチーム、旧・南郷FCをセカンドチーム（現存しない）として創設された。チーム名はそれぞれヴァンラーレ八戸FCとヴァンラーレS八戸。トップチームは八戸工業SCが所属していた東北社会人サッカーリーグ2部北リーグに、セカンドチームは南郷FCが所属していた青森県社会人サッカーリーグ1部に参加した。
2010年、元湘南監督の山田松市が監督に就任。青森県サッカー選手権大会で初優勝し、天皇杯に初出場した。
2011年、この年の東北リーグ2部は東日本大震災のため出場辞退チームが相次ぎ、「南北統合リーグ」として行われて全勝優勝したが、同年は1部と2部の入替を行わないことが同年4月に決定されており、東北リーグ1部への昇格は見送られた。
2012年は東北2部北リーグで2位の成績。1部昇格決定戦で東北2部南リーグ2位のCobaltore女川を破って2013年の1部昇格が決定した。

### 2013年（東北1部）
クラブスローガン：「挑戦-The Spirit of Challenge-」
山田体制4年目。初の1部リーグ参戦となったこの年、グルージャ盛岡とのアウェー戦で喫した1敗のみで、盛岡と勝ち点・勝利数で並び、リーグ最少の8失点ながらも得失点差で盛岡に次ぐ2位。第49回全国社会人サッカー選手権大会は2回戦でヴォルカ鹿児島に敗れた。天皇杯は2回戦で横浜FMに敗れた。
2014年からのJ3リーグ発足を念頭に、6月28日にJリーグ準加盟を申請し、9月17日に準加盟が承認された。しかし10月15日、J3加盟審査のステップ2となる「J3スタジアム審査」において、ホームスタジアムとして申請した八戸東運動公園陸上競技場について「要件未充足との結論」になったとして、2014年のJ3参入はならなかった。同時に日本フットボールリーグ (JFL)への入会申請を行い、12月4日に開催されたJFLの理事会で、2014年度からの入会が認められた。

### 2014年 - 2018年（JFL）

#### 2014年
クラブスローガン：「挑戦-NeverStopChallenging-」
山田体制5年目。JFL参戦1年目。1月に将来のJリーグ昇格を念頭に「株式会社ヴァンラーレ八戸」を設立。町田からDF久利研人、金沢からFW鳴海勝也、東北1部・FCガンジュ岩手からMF西村啓、関東1部・エリースFC東京からFW伊勢陽平を補強したほか、前年町田で特別指定選手としてプレーしたDF須藤貴郁（平成国際大学）をはじめとして12名の新卒選手が加入。リーグ戦で1stステージ9位・2ndステージ7位の年間9位の成績。
この年は十和田市高森山総合運動公園球技場をホームスタジアムとしてJ3クラブライセンスの申請を行ったが「シャワーの数不足、チーム更衣室の狭さの他、ドーピングコントロール室、実況放送席等が具備されていない」との理由でライセンス交付はならなかった。
シーズン終了後に山田が契約満了により退任した。

#### 2015年
クラブスローガン：「進化×真価」
元アスルクラロ沼津監督の望月一仁が監督に就任。DF久利研人がJAPANサッカーカレッジ、MF鶴野太貴がサウルコス福井に完全移籍した一方、戦力補強として盛岡からDF藤嶋洸とFW佐藤幸大、JFL・ソニー仙台FCからMF李澤忍治、鹿児島ユナイテッドFCからFW中筋誠、ラインメール青森FCからGK野口貴裕が移籍加入、DF鳥山祥之（仙台大）、DF佐々木航（道都大）、MF松本晃（富士大）、FW阿部稜（八学野辺地西高）が入団した。
1stステージでは序盤は第6節のソニー戦の1敗のみで中位をキープしていたが、前年2位のHonda FCに勝利するなど徐々に順位を上げ、上位陣が星を落とすなどもあって第11節終了時点で3位に浮上。第14節でホームでのMIOびわこ滋賀戦に勝利し、首位のソニーと2位のFC大阪の直接対決が引き分けに終わったこともあり、得失点差で首位に浮上した。最終節（第15節）でファジアーノ岡山ネクストに勝利。2位ソニーも勝利したが、得失点差は変わらずで、1stステージ優勝（年間順位2位以内）が決定した。2ndステージは勝点は25点で6位。チャンピオンシップはPK戦でソニーに敗れた。
J3クラブライセンス申請は、ホームスタジアムとして申請した多賀地区多目的運動場が2016年10月完成の見通しで、2016年9月までJ3ライセンスを満たすスタジアムが確保できていないとして、三度目の不交付となった。

#### 2016年
クラブスローガン：「ONE HEART～共に夢を叶えよう～」
望月体制2年目。MF松野大輝が栃木ウーヴァFC、前年度のチーム得点源であった中筋誠、小林定人、玉田道歩、金子顕太の各FWが移籍した一方で、FWではMIOびわこ滋賀から村上聖弥、愛知学院大学から水谷侑暉、盛岡からDF岡田祐政、FC今治から元日本代表のDF市川大祐など15人が加入した。1stステージは第7節・ヴェルスパ大分戦まで黒星なしで上位をキープしていたが、次節のホンダロックSC戦で敗れて以後は星を落とし、1st最終順位は5位。シーズン途中に水谷が東京武蔵野シティFCに移籍した一方、9月にJ1磐田からFW岩元颯オリビエを期限付き移籍で獲得した。2ndステージは8位。年間順位は7位。シーズン終了後、望月が監督を退任、市川が現役を引退した。
同年夏に多賀地区多目的運動場（ダイハツスタジアム）が完成して10月2日にこけら落としが行われた。また、ダイスタの完成を踏まえ、J3クラブライセンスが初めて交付された。

#### 2017年
クラブスローガン：「超闘～OVER THE TOP～」
元鳥取監督の柱谷哲二が監督に就任。菅井拓也が沼津、菅井慎也がソニー仙台FCに移籍、期限付き加入中だった岩元が磐田に復帰（直後に鳥取に期限付き移籍）した一方で、サウルコス福井からFW谷尾昂也、京都からFW三根和起、相模原からMF金竜滉、岐阜からDF野垣内俊、鹿児島への期限付き移籍を終えて長野を退団したMF金久保彩を獲得。新卒選手では拓殖大学からDF穂積諒、関東学院大学からFW井上翔太郎らが加入した。1stステージでは開幕から第6節・ホンダロックSC戦まで連勝するなどで前年同様の5位。夏の移籍期間中に栃木SCからFW竹中公基を期限付き移籍で獲得。2ndステージは第14節時点で年間順位5位であったが、第15節で栃木Uに敗れて年間5位（2ndは3位）に終わり、昇格はならなかった。シーズン終了後、J3昇格を逃したなどを理由として柱谷が監督を退任した。

#### 2018年
クラブスローガン：「全緑～GREEN POWER～」
監督に前ラインメール青森FC監督の葛野昌宏が就任。MF福島翔太郎・FW三根和起・GK木和田匡が現役引退、DF舛沢樹・FW橋本光晟（以上コバルトーレ女川）・DF野垣内俊（ヴィアティン三重）・MF金久保彩（奈良クラブ）がJFLのクラブに、MF児玉昇（ブリオベッカ浦安）・DF山崎貴雅（サウルコス福井）・DF原隆生（沖縄SV）・GK田中賢治（おこしやす京都AC）・FW竹中公基（栃木ウーヴァFC）が地域リーグのクラブにそれぞれ移籍。MF李澤忍治・DF吉田一彦・MF西村啓・MF金竜滉が退団した。一方で、FW金弘淵（盛岡）を完全移籍で、MF元田龍矢（水戸）を期限付き移籍で獲得。青森から3名の選手が加入するなど、12人の選手が新加入した。
1stステージは7勝4分4敗の勝点25で3位の成績。
7月30日に行われた2ndステージ第4節の青森戦終了後の記者会見中に葛野が体調不良を訴えて緊急搬送、急性大動脈解離と診断され、緊急手術を受けた。一命はとりとめたものの、治療に専念するため当面の間現場を離れることになり、ヘッドコーチの東純一郎が9月まで暫定的に指揮を執った。11月11日の2ndステージ第14節・三重戦に勝利して、J3リーグ加盟条件の一つであるJFL年間4位以内を確定させ、年間順位を3位で終えた。11月20日、Jリーグ理事会でJ3リーグへの入会が承認された。葛野はJ3で指揮を務めるためのライセンスを保有していないため監督を退任し、強化部長としてチームに残ることとなった。

### 2019年 - （J3）

#### 2019年

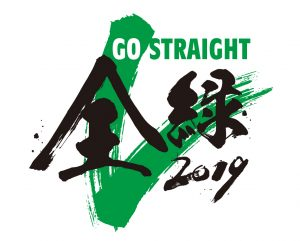
全緑 -GO STRAIGHT-

クラブスローガン：「全緑 -GO STRAIGHT-」
前藤枝MYFC監督の大石篤人が監督に就任。GK原田大輝、DF佐々木航が引退、DF姜麟燁、MF吉川翔梧、中田大貴、FW井上翔太郎が退団した一方、岩手からMF河津良一、今治からMF三田尚希、藤枝からMF小牧成亘、栃木SCからFW上形洋介がいずれも完全移籍加入、仙台大学からGK金子優希が加入。
Jリーグ初参戦となったこの年、序盤5試合を2勝2分け1敗でスタートしたが、第6節から4連敗を喫した。第16節から5試合負け無し（2勝3分け）を記録するが、14勝6分14敗の18チーム中10位でシーズンを終えた。アウェーでは9勝3分5敗勝点30を挙げ、アウェー戦の成績だけならJ3全18チーム中3位、22得点に対し僅か13失点という堅守を見せながら、ホームでは27得点を挙げながらもそれを上回る29失点もしたことが影響し5勝3分9敗、勝点18しか挙げられず、ホームゲームの成績としては最下位岩手に次ぐリーグ17位。シーズン終了後に大石が監督を退任した。

#### 2020年
クラブスローガン：「全緑2020～MUGENDAI～」
SAGAWA SHIGA FC元監督の中口雅史が監督に就任。GK山田賢二、DF金井隆太、FW村上聖弥が引退、DF成田諒介（ブランデュー弘前FC）、MF酒井大登（おこしやす京都AC）、日髙慶太（東京ユナイテッドFC）、小牧成亘（鳥取）、三田尚希（長野）、宮崎泰右（TOKYO CITY F.C.）、差波優人（東京武蔵野シティFC）、佐保昂兵衛（Cento Cuore HARIMA）が退団、10月にはFW谷尾昂也が鳥取へ移籍した。一方で、ホンダロックSCからDF伊勢渉、MF安藤翼、奈良クラブからMF村瀬勇太、長野から國領一平、MIOびわこ滋賀からFW黒石貴哉を完全移籍で、松本からGKゴ・ドンミンを期限付き移籍で獲得。また、近畿大学からMF丸岡悟が入団し、奈良クラブへ期限付き移籍していたFW金弘淵が復帰、8月には岩手からDF深井脩平を期限付き移籍で獲得した。
リーグ戦は序盤から波に乗り切れず、前半戦を終えて5勝4分8敗の11位。後半戦は、第17節藤枝戦から第22節長野戦まで6連敗を喫するなど3勝5分9敗で17位に沈み、総合成績は8勝9分17敗42得点56失点の18チーム中15位でシーズンを終えた。また、6連敗中の10月10日、監督の中口雅史が今季限りで契約満了となることが発表された。

#### 2021年
クラブスローガン：全緑～FULL BLAST～
新監督に葛野昌宏が就任決定。3シーズンぶりとなる監督復帰となった。
リーグ戦は7月までの14試合で5勝5分4敗と勝ち越すものの、8月から最終節にかけて2勝3分9敗と成績が急低下し、最終的に7勝8分13敗の13位に終わった。ホームでは6勝4分4敗と健闘したが、アウェイでは僅か1勝止まり（4分9敗）だった事が大きく響く結果となった。なお、アウェイに限ると最下位の讃岐・14位の沼津をも下回る、全15チームの中で最低の成績だった。

#### 2022年
クラブスローガン：全緑～ONE WAY～
この年から選手を各ホームタウンに割り振り、自治体の「応援大使」に設定する制度を設けた。シーズン半ば、志垣良が新監督に就任。
リーグ戦は9月上旬の第24節終了時点で6勝1分17敗と苦戦が続いたが、第25節以降の残り10試合で成績が急上昇し、クラブJ参入後初となる3連勝を2回達成するなど8勝2敗でフィニッシュ。最終的な戦績は14勝1分19敗、18チーム中最終順位10位でシーズンを終えた。

#### 2023年
クラブスローガン：全緑2023～EVERGREEN～
新監督に石﨑信弘が就任。勝ち負けが拮抗するシーズンで中位を維持。4度の2連勝を記録、終盤は3連勝を含む4試合負けなしで、戦績15勝11分12敗、J3参入以来最高の7位でシーズンを終える。アウェイゲームに強く、10勝3分6敗と勝ち越したものの、ホームでは負け越した。また2位でJ2に昇格した鹿児島に唯一シーズンダブル（2勝）した。

#### 2024年
クラブスローガン：超えて行け、その壁を。　全緑2024
石﨑体制2年目。Jリーグ参入後初めて2シーズン続けて同じ監督が指揮を執ることとなった。初参加となったYBCルヴァンカップでは、1回戦でツエーゲン金沢にPK戦で勝利、2回戦ではJ1鹿島アントラーズに先制しながらも追いつかれ、延長戦で逆転され1-2で敗れた。リーグは13勝13分12敗の11位で、昨年より順位を落とした。6月から7月にかけて、Jリーグ参入以来初めての4連勝を達成した。

## タイトル

### チーム
- 東北社会人サッカーリーグ2部
  - 1回（2011）
- 青森県サッカー選手権大会（兼天皇杯青森県予選）
  - 7回（2010, 2012, 2013, 2014, 2016, 2017, 2019）

### 個人
- JFLベストイレブン
  - 2015年 - 菅井拓也
  - 2018年 - 須藤貴郁

### その他表彰
- J3フェアプレー賞
  - 1回（2023）

## スタジアム
ホームスタジアムはプライフーズスタジアム（プラスタ、2019年までは「ダイハツスタジアム」）である。なお、過去のホームゲーム開催スタジアムはヴァンラーレ八戸の年度別成績一覧#年度別入場者数を参照のこと。
ヴァンラーレは、今後のライセンス承認を得るための経営やスタジアムなど行政的な支援を受けることを念頭に、八戸市に対して資本出資や、プラスタとは別に、東運動公園陸上競技場のJ3基準化への改修をするように求めている。

## 下部組織
ヴァンラーレ八戸FCは、トップの他、U-15、U-12、U-9、U-6の各年代のチームがある。（株）ヴァンラーレ八戸の上部組織で、宮城県仙台市に本拠を置くNPO法人クローバーズネット八戸事業部が運営している。2015年シーズンにU-18始動。

## いぐべJさ Jリーグ昇格プロジェクト
2015年シーズンは1stステージ優勝により成績面でのJ3昇格案件を満たすことが確定したが、観客動員数における要件（1試合平均2000人以上）を満たすために、2ndステージから、「いくべJさ Jリーグ昇格プロジェクト」 としてキャンペーンを立ち上げた。
このキャンペーンでは、ホームゲームが行われる八戸市と五戸町、及びその周辺市町村の児童・生徒らに対して、夏休み期間中の無料招待券を贈呈するとともに、サポーターのリピーターを増やすことと、サポーターの拡大を念頭において「緑の輪キャンペーン」と題して、友達紹介をするとそのサポーターに対して記念品を贈呈するなどの試みを行っている。1stステージは6試合で平均約921人であったため、この集客面での条件を満たすには、セカンドステージ9試合で1試合平均約2700人、9試合全体で合計24472人以上の集客が必要とされた。なお、この年はスタジアム要件未充足を理由に翌年のJ3ライセンスが交付されなかった。

## ユニフォーム

### チームカラー
- 緑

### ユニフォームスポンサー
| 掲出箇所   | スポンサー名                   | 表記                                                   | 提出年   | 備考 |
| 胸         | エプソンアトミックス           | ATMIX                                                  | 2023年 - | 2018年は袖 2019年 - 2022年は鎖骨左側 2018年 - 2022年は「ATMIX エプソンアトミックス株式会社」表記                                                                             |
| 鎖骨       | 共同企業体六ケ所ソイルセンター | 六ケ所 ソイルセンター                                  | 2023年 - | 左側に表記 2020年 - 2021年は背中上部 2022年は胸 |
| 鎖骨       | サンデー                       | HOME CENTER SUNDAY                                     | 2023年 - | 右側に表記 |
| 背中上部   | プライフーズ                   | プライフーズ                                           | 2022年 - | 2020年 - はスタジアムネーミングライツ契約締結 2022年は「プライフーズ Prifoods チアーズ」表記 2022年は背中下部も「青森県産 五穀味鶏 ごこくあじとり produced by prifoods」表記 |
| 背中下部   | MIST solution                  | MIST solution Management Information System Technology | 2023年 - | 2017年 - 2021年は胸 |
| 袖         | デーリー東北                   | デーリー東北                                           | 2019年 - | 2014年 - 2018年はパンツ |
| パンツ前面 | 三八五流通                     | 三八五 MIYAGO GROUP                                    | 2019年 - | 2016年 - 2017年は袖 |
| パンツ背面 | 須田山電業                     | ㍿須田山電業                                           | 2022年 - | |

### ユニフォームサプライヤーの遍歴
- 2006年 - 2008年：アディダス
- 2009年 - 2010年：デレルバ
- 2011年 - 2014年：プーマ
- 2015年 - 2020年：アスレタ
- 2021年[33] - 現在：ヒュンメル

### 歴代ユニフォーム
| FP 1st      | FP 1st      | FP 1st | FP 1st | FP 1st |
| ----------- | ----------- | ------ | ------ | ------ |
| 2011 - 2014 | 2015 - 2016 | 2017   | 2018   | 2019   |
| 2020        | 2021        | 2022   | 2023   | 2024   |
| 2025 -      |             |        |        |        |
|             |             |        |        |        |

| FP 2nd      | FP 2nd      | FP 2nd | FP 2nd | FP 2nd |
| ----------- | ----------- | ------ | ------ | ------ |
| 2011 - 2014 | 2015 - 2016 | 2017   | 2018   | 2019   |
| 2020        | 2021        | 2022   | 2023   | 2024   |
| 2025 -      |             |        |        |        |
|             |             |        |        |        |

### 歴代ユニフォームスポンサー表記
| 年度 | 箇所                                                   | 箇所                               | 箇所               | 箇所                           | 箇所                                                   | 箇所                               | 箇所                | 箇所         | サプライヤー |
| 年度 | 胸                                                     | 鎖骨左                             | 鎖骨右             | 背中上部                       | 背中下部                                               | 袖                                 | パンツ前面          | パンツ背面   | サプライヤー |
| 2006 | -                                                      | 解禁前                             | 解禁前             | クローバーズネット             | 解禁前                                                 | -                                  | -                   | 解禁前       | adidas       |
| 2007 | -                                                      | 解禁前                             | 解禁前             | クローバーズネット             | 解禁前                                                 | -                                  | -                   | 解禁前       | adidas       |
| 2008 | -                                                      | 解禁前                             | 解禁前             | クローバーズネット             | 解禁前                                                 | -                                  | -                   | 解禁前       | adidas       |
| 2009 | 玉姫グループ青森                                       | 解禁前                             | 解禁前             | 嶋田医院                       | 解禁前                                                 | PrimeBP 株式会社 プライムビーピー  | 八戸中央接骨院      | 解禁前       | DELL'ERBA    |
| 2010 | 玉姫グループ青森                                       | 解禁前                             | 解禁前             | 嶋田医院                       | 解禁前                                                 | ㍿功和産業                         | 吹上眼科            | 解禁前       | DELL'ERBA    |
| 2011 | 玉姫グループ青森                                       | 解禁前                             | 解禁前             | 嶋田医院                       | 解禁前                                                 | ㍿功和産業                         | 吹上眼科            | 解禁前       | PUMA         |
| 2012 | 玉姫グループ青森                                       | 解禁前                             | 解禁前             | 嶋田医院                       | 解禁前                                                 | ㍿功和産業                         | 吹上眼科            | 解禁前       | PUMA         |
| 2013 | NTTグループ テルウェル東日本                           | 解禁前                             | 解禁前             | 玉姫グループ青森               | 解禁前                                                 | ㍿功和産業                         | 吹上眼科            | 解禁前       | PUMA         |
| 2014 | NTTグループ テルウェル東日本                           | 解禁前                             | 解禁前             | 玉姫グループ青森               | 解禁前                                                 | ㍿功和産業                         | デーリー東北        | 解禁前       | PUMA         |
| 2015 | 八仙                                                   | 解禁前                             | 解禁前             | 玉姫グループ青森               | 解禁前                                                 | ㍿功和産業                         | デーリー東北        | 解禁前       | ATHLETA      |
| 2016 | スカロー Scallow                                       | 解禁前                             | 解禁前             | 玉姫グループ青森               | 解禁前                                                 | 三八五 MIYAGO GROUP                | デーリー東北        | 解禁前       | ATHLETA      |
| 2017 | MIST solution Management Information System Technology | 解禁前                             | 解禁前             | 玉姫グループ青森               | ナナヨウ                                               | 三八五 MIYAGO GROUP                | デーリー東北        | 解禁前       | ATHLETA      |
| 2018 | MIST solution Management Information System Technology | -                                  | -                  | 玉姫グループ青森               | ナナヨウ                                               | ATMIX エプソンアトミックス株式会社 | デーリー東北        | 解禁前       | ATHLETA      |
| 2019 | MIST solution Management Information System Technology | ATMIX エプソンアトミックス株式会社 | 緩消法             | 玉姫グループ青森               | ナナヨウ                                               | デーリー東北                       | 三八五 MIYAGO GROUP | 解禁前       | ATHLETA      |
| 2020 | MIST solution Management Information System Technology | ATMIX エプソンアトミックス株式会社 | 緩消法             | 六ケ所ソイルセンター           | ナナヨウ                                               | デーリー東北                       | 三八五 MIYAGO GROUP | -            | ATHLETA      |
| 2021 | MIST solution Management Information System Technology | ATMIX エプソンアトミックス株式会社 | 緩消法             | 六ケ所ソイルセンター           | ナナヨウ                                               | デーリー東北                       | 三八五 MIYAGO GROUP | -            | hummel       |
| 2022 | 六ケ所ソイルセンター                                   | ATMIX エプソンアトミックス株式会社 | 緩消法             | プライフーズ Prifoods チアーズ | 青森県産 五穀味鶏 ごこくあじとり produced by prifoods  | デーリー東北                       | 三八五 MIYAGO GROUP | ㍿須田山電業 | hummel       |
| 2023 | ATMIX                                                  | 六ケ所 ソイルセンター              | HOME CENTER SUNDAY | プライフーズ                   | MIST solution Management Information System Technology | デーリー東北                       | 三八五 MIYAGO GROUP | ㍿須田山電業 | hummel       |

## メディア

### テレビ
青森朝日放送
- KICK OFF! AOMORI - 毎週土曜日10:35 - 10:50